# Piotr Petrovitch Konovnitsyne
Le comte Piotr Petrovitch Konovnitsyne (en russe : Пётр Петрович Коновницын), né en 1764, décédé en 1822, est un homme politique russe qui fut ministre de la Guerre du 12 décembre 1815 au 6 mai 1819.
Son fils aîné, le lieutenant et comte Piotr Petrovitch Konovnitsyne (1803-1830), fut décembriste et membre de la Société du Nord. Condamné de neuvième catégorie, il fut dégradé et exilé dans une garnison éloignée de la capitale puis dans le Caucase.

## Distinctions
- Ordre de Saint-Georges de 2e, 3e et 4e classe
- Ordre de Saint-Vladimir de 1re classe (1812)
- Ordre de Saint-Alexandre Nevski
- Ordre de l'Aigle rouge (Prusse)
- Ordre impérial de Léopold (Autriche)
- Ordre militaire de Maximilien-Joseph de Bavière